# Kruislaan (Amsterdam)

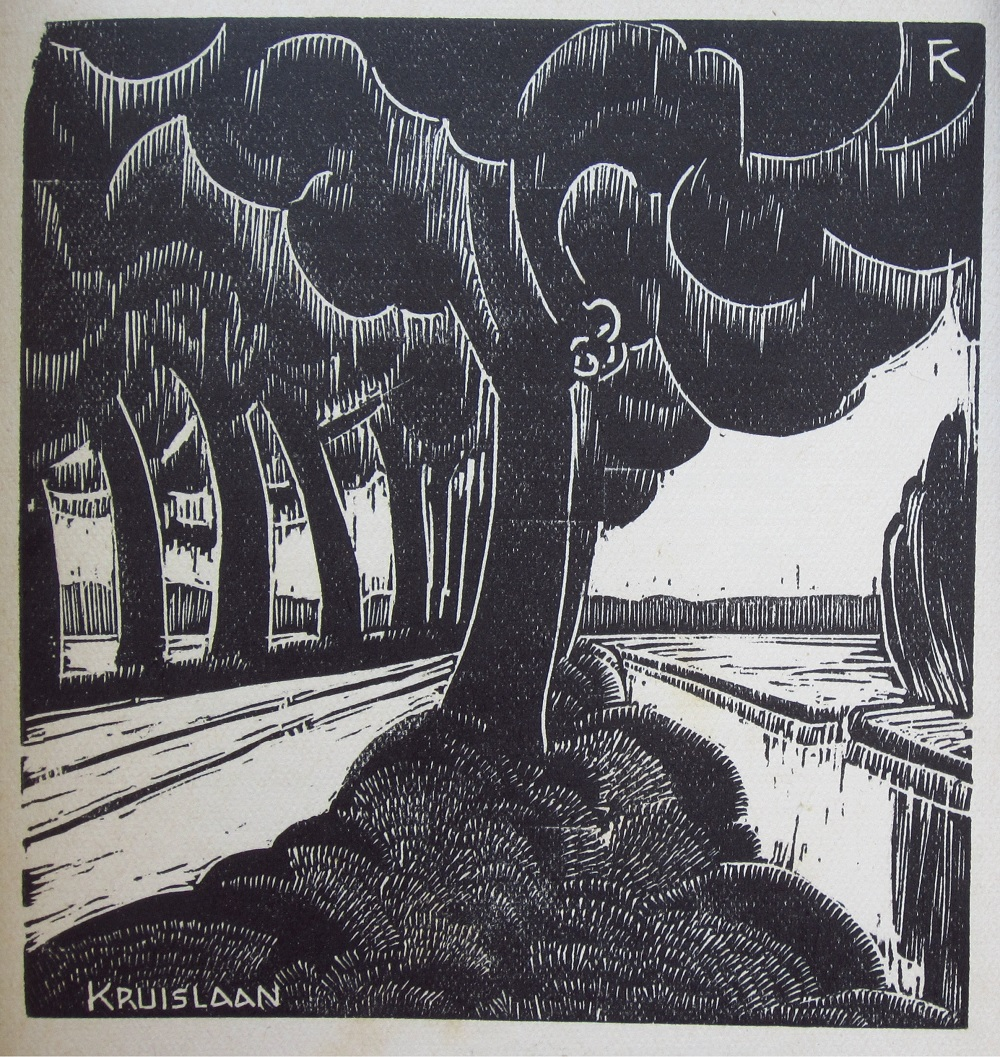
'Kruislaan' (1926) door Fré Cohen

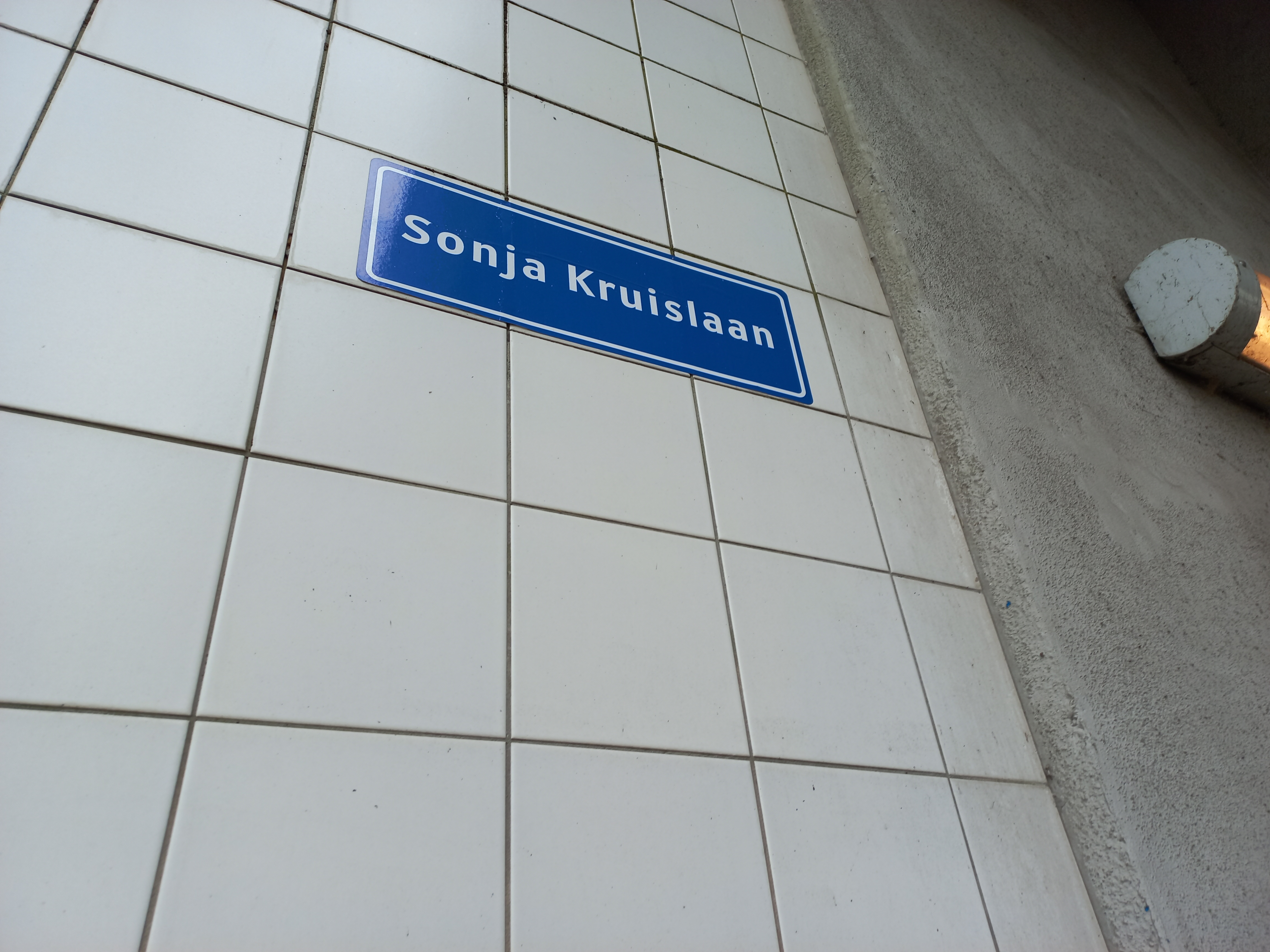
Afwijkend straatnaambord bij spoorviaduct (augustus 2024)

De Kruislaan is een straat in stadsdeel Oost in Amsterdam. De straat ontleent haar naam aan haar ligging in de voormalige gemeente en polder Watergraafsmeer (Kruis Wech). Ze kruist de Middenweg. De gemeente Amsterdam lijfde op 1 januari 1921 de Watergraafsmeer in.

## Ligging
De straat begint bij de Weesperzijde, de oostelijke kade van de Weespertrekvaart. De Kruislaan loopt dan naar het noordoosten onder het viaduct van de Gooiseweg (stadsweg s112) door. Daar voegt zich de later aangelegde Rozenburglaan zich bij de Kruislaan; die kruising is aangepast, zodat de Rozenburglaan/Kruislaan de doorlopende weg werd. Het eind in het oosten lag oorspronkelijk aan de Ooster Ringdijk. Ongeveer halverwege kruist ze (op de coördinaten) de Middenweg, een drukste verkeersader van de Watergraafsmeer. Door de straat rijden buslijnen 40 en 41.

### Straatnaamborden
De straatnaam wordt aangegeven door de gangbare straatnaamborden in gebruik bij de gemeente Amsterdam. In afwijking daarvan kent deze laan een aantal afwijkende straatnaamborden. Buurtbewoner René Kruis doopte de naam om in Sonja Kruislaan en bevestigde in 2022 daartoe een aantal straatnaambordjes.

## Karakter
De Kruislaan is enkele kilometers lang en begint als voet- en fietspad (de Weesperzijde is dat ook). Dan volgt al snel een voor alle verkeer toegankelijke weg, meest voor plaatselijk verkeer voor sportvelden etc. tot aan de Fizeaustraat. Het gemotoriseerd verkeer moet dan die straat in, alleen voetgangers en fietsers mogen nog de Kruislaan volgen tot onder de Gooiseweg door. Ze gaat na samenvoeging met de Rozenburglaan als gewone weg van zuidwest naar noordoost door de hele Watergraafsmeer. Aan het begin van de straat, evenals in het midden, zijn enkele sportparken en een begraafplaats te vinden. Aan de noordwestkant van de straat staan diverse huizenblokken. Aan de zuidoostkant staan alleen woningen bij de kruising met de Middenweg.

## Science Park
De Kruislaan gaat onder de spoorbaan Muiderpoort - Diemen door. Sinds december 2009 is hier ook een halte, het station Amsterdam Science Park. Aan het eind van de Kruislaan ligt een gebied met wetenschappelijke en technologische instellingen en daarmee gerelateerde bedrijven, het Amsterdam Science Park. Het meest noordoostelijke gedeelte van de Kruislaan, tussen de Carolina MacGillavrylaan en de Ooster Ringdijk heeft per januari 2009 de straatnaam Science Park gekregen. Kruislaan 261 (het station) is nu het hoogste nummer aan de Kruislaan, alle adressen met hogere nummers zijn vervangen door Science Park-adressen.

## Markante punten
- Sportpark Drie Burg aan het begin van de straat. Hier zijn diverse voetbalclubs gevestigd.
- Sluis, een beeldengroep van Lon Pennock op de plaats waar de laan overgaat in de Rozenburglaan
- De Nieuwe Ooster (begraafplaats) halverwege. Deze begraafplaats ligt langs een aanzienlijk deel van de Kruislaan, van de Rozenburglaan tot aan de Middenweg; op het terrein staat een aantal rijksmonumenten
- Kruislaan 180-184, een gemeentelijk monument
- De Jaap Edenbaan, op de hoek met de Radioweg, de kunstijsbaan; tevens staat hier aan de overzijde een abstract beeld van Joop Hollanders
- Sportpark Middenmeer. Ook hier zitten diverse sportclubs, zoals Xanthos en Zeeburgia.

## Bruggen
De Kruislaan loopt veelal parallel aan grachten en sloten, bij bijna elke afslag moet men een brug over. Slechts een enkele keer kruist ze zelf een waterweg. Er zijn slechts twee bruggen in de Kruislaan zelf, waarvan een over een duiker heen, daarnaast is er nog een viaduct over de Kruislaan: (van west naar oost):
- Brug 168 in de Kruislaan
- Kruislaanbrug (brug 458) over de Kruislaan
- Brug 243 in de Kruislaan over de Eerste Molenwetering.

## Afbeeldingen

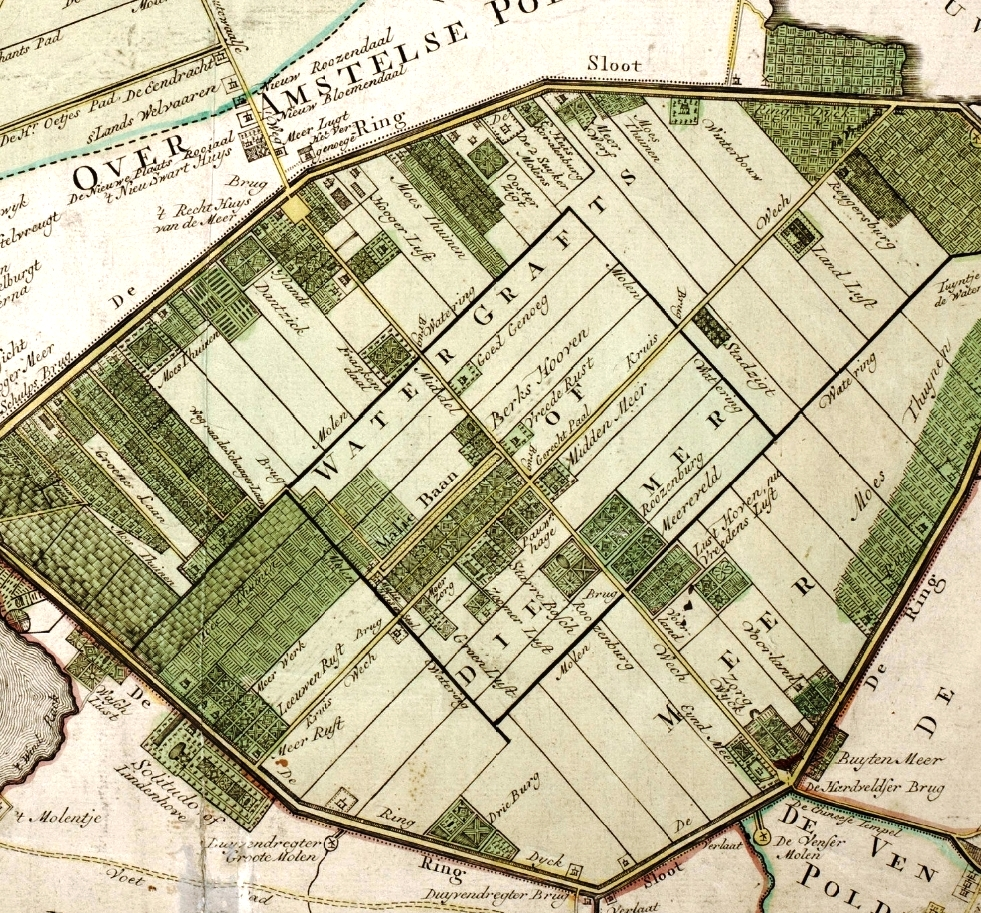
De Watergraafsmeer rond 1770 met de gele Kruislaan (Kruis Wech) van rechtsonder naar linksboven
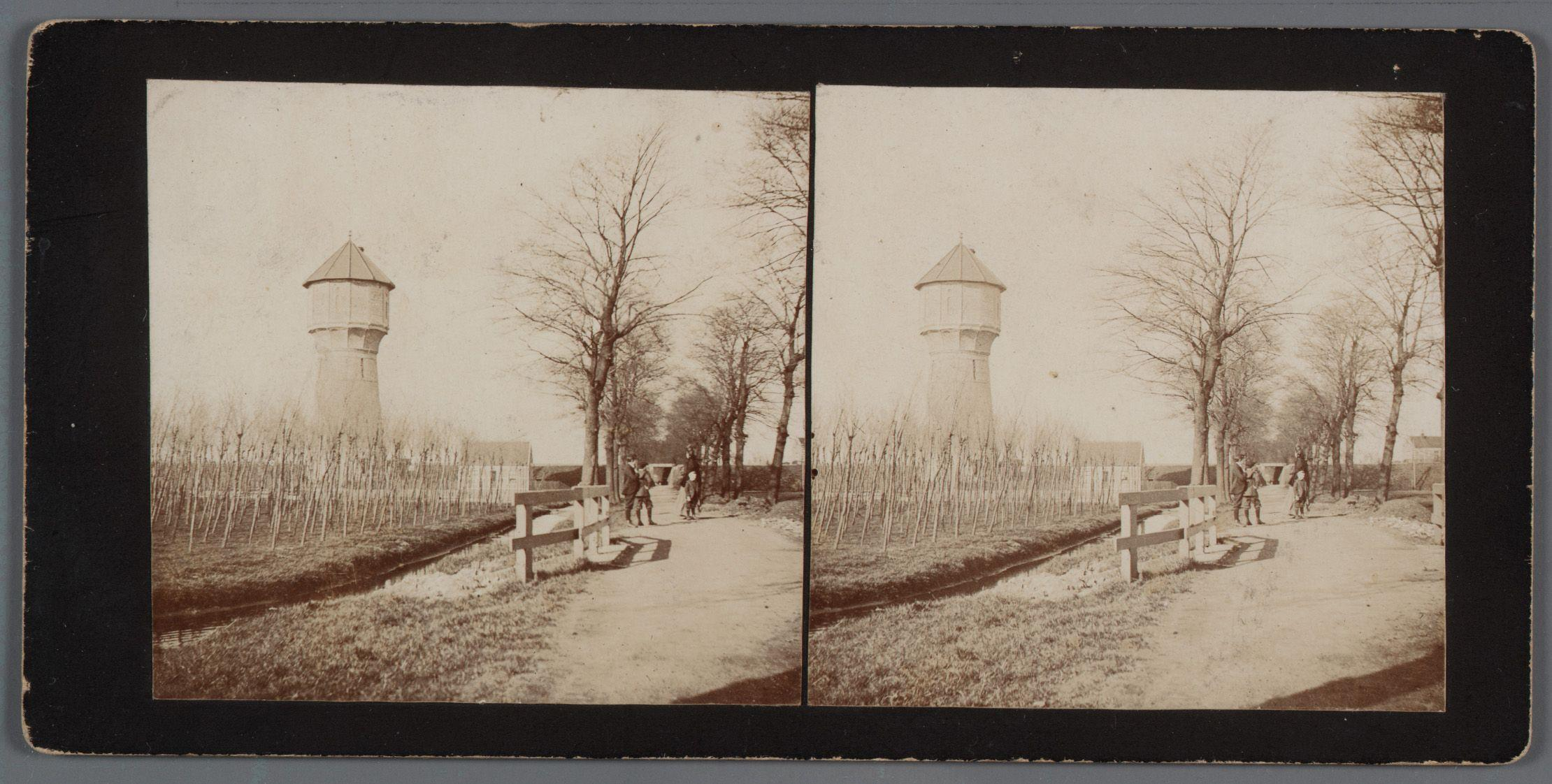
De Kruislaan rond 1900
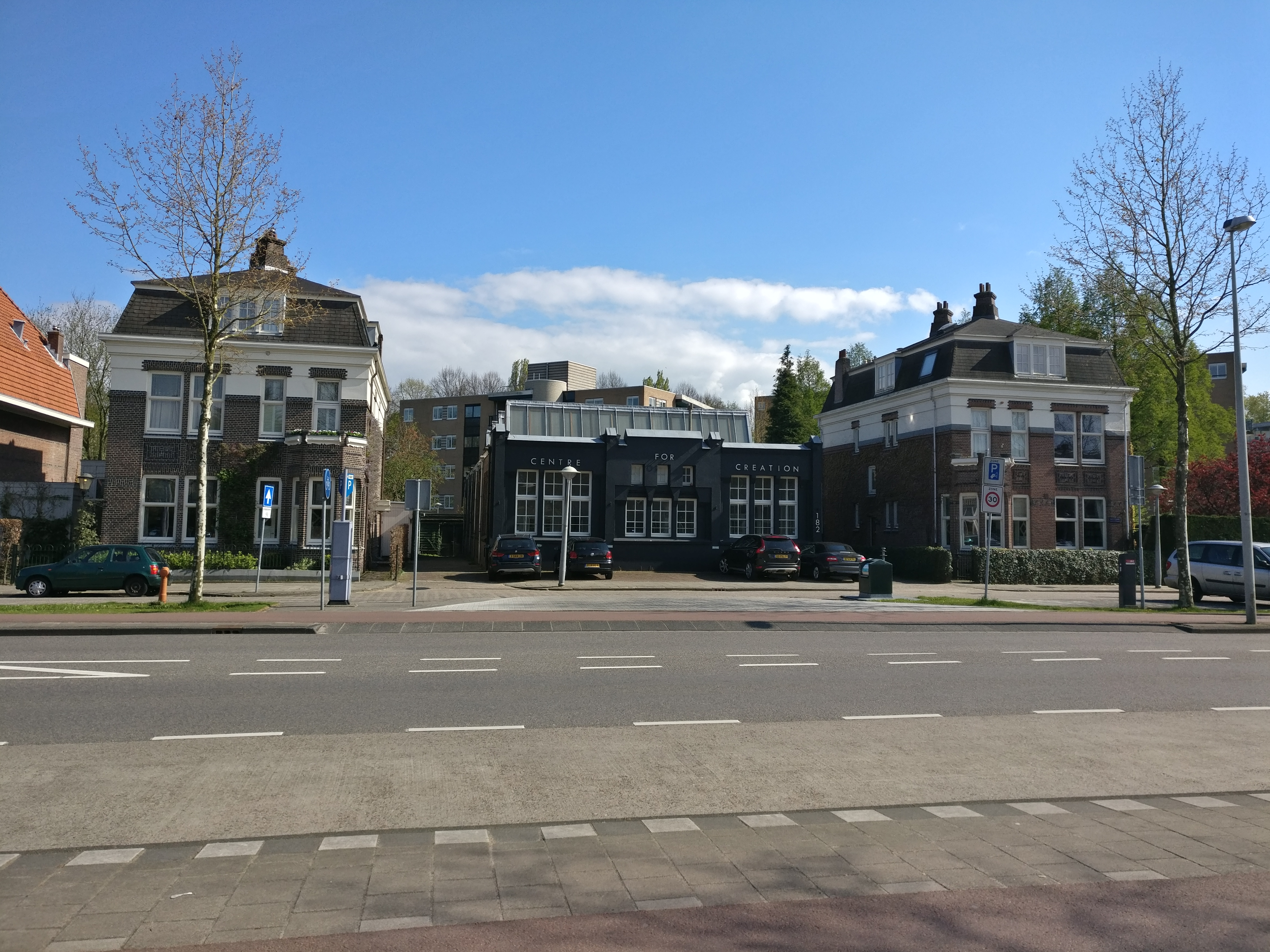
Kruislaan 180-184 (2017)

<<< · 200 · 201 · 202 · 203 · 204 · 205 · 206 · 207 · 208 · 209 ·  210 · 211 · 212 · 213 · 214 · 215 · 216 · 217 · 218 · 220 · 221 · 222 · 223 · 224 · 225 · 226 · 227 · 228 · 228P · 229 · 230 · 231 · 232 · 233 · 234 · 235 · 236 · 237 · 238 · 239 ·  240 · 241 · 242 · 243 · 244 · 245 · 246 · 247 · 248 · 249 ·  250 · 251 · 252 · 253 · 254 · 255 · 256 · 257 · 258 · 259 · 260 · 261 · 262 · 263 · 264 · 265 · 266 · 267 · 270 · 271 · 272 · 273 · 274 · 275 · 277 · 278 · 279 · 280 · 281 · 283 · 285 · 286 · 287 · 288 · 289 · 290 · 291 · 292 · 293 · 295 · 296 · 297 · 298 · 299 · >>>
Brugnummers 219, 268, 269, 276, 282, 284, 294 zijn niet (meer) in omloop.